# 2,3-Dihydrothiépine
La 2,3-dihydrothiépine est un analogue partiellement saturé de la thiépine.